# Оћуне
Оћуне су насељено мјесто у општини Мркоњић Град, Република Српска, БиХ. Према попису становништва из 2013. у насељу је живјело 215 становника.

## Географија
Село се налази на надморској висини од 528 метара.

## Становништво
Према службеном попису становништва из 1991. године, село је имало 446 становника. Срби су чинили око 76% од укупног броја житеља.
| Националност       | 1991. | 1981. | 1971. | 1961. |
| Срби               | 340   | 374   | 450   | 440   |
| Хрвати             | 97    | 109   | 94    | 81    |
| Југословени        | 8     | 35    |       |       |
| Муслимани          | 1     |       | 4     |       |
| остали и непознато |       |       |       |       |
| Укупно             | 446   | 525   | 550   | 521   |